# MCKiS Jaworzno (piłka siatkowa mężczyzn)
MCKiS Jaworzno – męska sekcja piłki siatkowej seniorów wielosekcyjnego klubu MCKiS Jaworzno. Do sezonu 2010/11 drużyna występowała pod nazwą MCKiS PKE Energetyk Jaworzno.

## Bilans sezon po sezonie
| Sezon               | Miejsce | Uwagi                                    |
| ------------------- | ------- | ---------------------------------------- |
| 2003/2004 – II liga | 3.      |                                          |
| 2004/2005 – II liga | 1.      | awans do I ligi                          |
| 2005/2006 – I liga  | 4.      |                                          |
| 2006/2007 – I liga  | 7.      |                                          |
| 2007/2008 – I liga  | 9.      |                                          |
| 2008/2009 – I liga  | 7.      | 1. miejsce w turnieju barażowym o I ligę |
| 2009/2010 – I liga  | 10.     | 2. miejsce w turnieju barażowym o I ligę |
| 2010/2011 – I liga  | 10.     |                                          |
| 2011/2012 – I liga  | 6.      |                                          |
| 2012/2013 – I liga  | 12.     | spadek do II ligi                        |
| 2013/2014 – II liga | 5.      |                                          |
| 2014/2015 – II liga | 3.      |                                          |
| 2015/2016 – II liga | 1.      | 3. miejsce w turnieju półfinałowym       |
| 2016/2017 – II liga | 2.      | 3. miejsce w turnieju półfinałowym       |
| 2017/2018 – II liga | 1.      | awans do I ligi                          |
| 2018/2019 – I liga  | 9.      |                                          |
| 2019/2020 – I liga  | 9.      |                                          |
| 2020/2021 – I liga  | 15.     | spadek do II ligi                        |
| 2021/2022 – II liga | 5.      | 3. miejsce w turnieju półfinałowym       |
| 2022/2023 – II liga | 2.      | awans do I ligi                          |
| 2023/2024 – I liga  | 12.     |                                          |

Poziom rozgrywek:
     najwyższy ogólnokrajowy – Plus Liga
     drugi – Pierwsza liga
     trzeci – Druga liga
     czwarty – Trzecia liga

## Link zewnętrzny
- Oficjalna strona internetowa. siatkowka.mckis.jaw.pl. [zarchiwizowane z tego adresu (2015-04-03)]..